# Leschly
Leschly er en dansk og norsk slægt, der stammer fra Tyskland.
Slægtens danske stamfader, major Martin Ernst Leschly (1645-1697, myrdet), er ifølge gravskriften i Marmora danica, II. 157, født i Nordhausen i Thüringen den 4. december 1645; selv underskriver han sig "Leschely", hans sønner "Leschle" og "Leschy". Under ingen af hans ret talrige ansøgninger i Rigsarkivet findes hans segl, hvorimod sønnen Just Henrik forsegler med et våben, hvori 3 bølger, hvorover en stjerne, på hjelmen 2 vesselhorn, hver besat med 3 påfuglefjer. I tidens løb er slægten våben forandret til at indeholde en bølge, hvorover 5 stjerner, på hjelmen en arm med et sværd. Hvorvidt slægten står i forbindelse med den berømte skotske slægt Leslie eller de personer af samme eller lignende navn, der som officerer forekommer her i landet i det 17. århundrede, vides ej. Den skotske slægt skal oprindelig nedstamme fra Ungarn og førte som våben et firdelt skjold, i hvis 1. og 4. felt på sølvgrund et rødt bånd, hvori 3 gyldne spænder, i 2. og 3. felt på guldgrund en rød stående løve, hvorover et sort bånd. Gustav Adolfs berømte general Alexander Lesley forsegler 1635 med et våben, hvori en skråbjælke, hvorpå 3 spænder, over og under denne et løvehoved, på hjelmen et bjørnehoved. Oberst Ludvig Lesley nævnes 1665 i Sjællandske Tegnelser. Kejserlig feltmarskal Lesley, der 1677 fulgte de kejserlige hjælpetropper her til landet, brugte et våben med en tværbjælke, hvorpå 3 ringe. I Hendersons Regiment stod 1657 løjtnant Normand Lesle. Vilhelm Lesley, der 26. februar 1676 blev major i Rantzaus Dragonregiment, hvorfra han allerede afskediges 4. september samme år, forsegler med et våben, i hvis 1. og 4. felt en løve, i 2. og 3. felt 3 ringe, på hjelmen en ørn; han trådte senere i svensk tjeneste, hvor han var blevet oberstløjtnant, da han 1684 atter søger plads her i landet. Carl Gustav Lesle var 1690 adjudant ved Prins Frederiks Regiment i Irland. Feltskær Daniel Leschle stod 1691 ved de 4 kompagnier af Dronningens Regiment, som sad fangne i Frankrig. Johan Adam Leschle blev 12. februar 1701 løjtnant i Prins Christians Regiment. Johan Ernst Lesli blev 11. februar 1716 kadet i holstenske artilleri og fik afsked som auditør 1724. Hans Ludvig von Lesle søger 1705 om at komme i dansk tjeneste; han er en slægtning af oberst Erffa og anfører, at han fra ungdommen af har stået i sachsisk tjeneste, hvorfra han siden blev kejserlig kaptajn, kammerjunker og krigskommissær; han forsegler med et våben, hvori 3 hjelme. General Johan Arnoldt, der var født 1638, var en søn af landsdommer i Lindenau i Sachsen Hans Arnold og Anna Leschely.
Tolder Ernst Melchior Leschly (1712-1793) var fader til generalløjtnant Jens Leschly (1759-1843), hvis brodersøn, major Peter Leschly (1791-1869) var fader til generalløjtnant Mauritz Leschly (1841-1930). Han var fader til generalmajor Erik Leschly (1880-1964), som var fader til oberst og kammerherre Niels Erik Leschly (1910-1986), og til oberstløjtnant Carl Leschly (1882-1956).
Kgl. bogholder og kasserer Peter Magnus Leschly (1848-1885) var fader til læge, dr. med. Willie Leschly (1882-1955).